# Гай Тънмър
Гай Тънмър (на английски: Guy Tunmer) е пилот от Формула 1. Роден е на 1 декември 1948 година във Фиксбург, ЮАР.

## Формула 1
Гай Тънмър прави своя дебют във Формула 1 в Голямата награда на ЮАР през 1975 година. В световния шампионат записва 1 състезание, като не успява да спечели точки. Състезава се с частен Лотус.